# Alexander Chalmers
Pour les articles homonymes, voir Chalmers.
Alexander Chalmers, né le 29 mars 1759 à Aberdeen et mort le 29 décembre 1834, membre de la Société royale de Londres, est un écrivain et journaliste écossais.

## Biographie
Ayant reçu une formation de médecin, Chalmers abandonna la pratique de la médecine pour le journalisme. Il fut a été un temps rédacteur en chef du Morning Herald, puis du Public Ledger après la mort de Hugh Kelly en 1777.
Outre les éditions des œuvres de Shakespeare, James Beattie, Henry Fielding, Samuel Johnson, Joseph Warton, Alexander Pope, Edward Gibbon et Henri Saint Jean de Bolingbroke, il publia son célèbre dictionnaire biographique : A General Biographical Dictionary, publié de 1812 à 1817, en 32 vol. in-8.

## Publications
- General biographical Dictionary, 1812-1817, 32 vol. in-8° ;
- Dictionnaire de la langue anglaise ;
- Éditions de William Shakespeare, Henry Fielding, Samuel Johnson, Henri Saint Jean de Bolingbroke ;
- Collection des Poètes anglais.

## Source
Cet article comprend des extraits du Dictionnaire Bouillet. Il est possible de supprimer cette indication, si le texte reflète le savoir actuel sur ce thème, si les sources sont citées, s'il satisfait aux exigences linguistiques actuelles et s'il ne contient pas de propos qui vont à l'encontre des règles de neutralité de Wikipédia.